# Centetostoma scabriculum
Espèce
Synonymes
- Nemastoma scabriculum Simon, 1879

Centetostoma scabriculum est une espèce d'opilions dyspnois de la famille des Nemastomatidae.

## Distribution
Cette espèce est endémique des Pyrénées. Elle se rencontre en France en Occitanie dans les Hautes-Pyrénées et en Nouvelle-Aquitaine dans les Pyrénées-Atlantiques et en Espagne en Aragon dans la province de Huesca.

## Description
Le mâle syntype mesure 2,1 mm et la femelle syntype 2,3 mm.
Les mâles mesurent de 1,4 à 1,7 mm et les femelles de 1,7 à 1,9 mm.

## Systématique et taxinomie
Cette espèce a été décrite sous le protonyme Nemastoma scabriculum par Simon en 1879. Elle est placée dans le genre Centetostoma par Martens en 2011.

## Publication originale
- Simon, 1879 : « Les Ordres des Chernetes, Scorpiones et Opiliones. » Les Arachnides de France, vol. 7, p. 1-332.